# 向靖
向 靖（しょう せい、363年 - 421年）は、東晋から南朝宋にかけての軍人。字は奉仁。小字は弥。本貫は河内郡山陽県。

## 経歴
代々京口に居をかまえ、若くして劉裕と交友関係にあった。元興3年（404年）、劉裕に従って桓玄を討ち、参建武軍事となった。建康が平定されると、向靖は参鎮軍軍事となり、寧遠将軍の号を加えられた。劉藩や孟龍符とともに桓歆・桓石康・石綏を白茅に撃破し、寿陽を攻め落とした。義熙3年（407年）、建武将軍・秦郡太守に転じ、北陳留国内史となり、堂邑に駐屯した。桓玄征討の功績により、山陽県五等侯に封じられた。義熙5年（409年）、劉裕の下で南燕に遠征して、臨朐で戦ったが、何カ月も決着がつかなかった。向靖は檀韶らとともに分遣隊を率いて間道から臨朐城を攻めた。向靖は先頭に立って戦い、臨朐城を攻め落とした。ついで広固城を攻撃したが、向靖はまた先頭に立って戦った。
義熙6年（410年）、盧循が蔡洲に駐屯し、盧循の任じた豫州刺史の阮賜が姑孰を攻撃してきた。向靖は譙国内史の趙恢らを率いて阮賜を討ち、これを撃破した。向靖は中軍諮議参軍に任じられた。盧循が南方に逃走し、劉裕がこれを追撃すると、向靖はその先鋒をつとめて、南陵・雷池・左里で戦い、いずれも勝利を収めた。凱旋すると、太尉諮議参軍・下邳郡太守に任じられた。
義熙8年（412年）、游撃将軍の号を受けた。まもなく都督馬頭淮西諸軍事・龍驤将軍・鎮蛮護軍・安豊汝陰二郡太守・梁国内史となり、寿陽に駐屯した。軍功により、安南県男に封じられた。義熙10年（414年）、冠軍将軍・高陽国内史となった。臨淮郡太守に転じ、領石頭戍事をつとめた。義熙11年（415年）、劉裕が司馬休之を討つと、向靖は呉興郡太守となった。義熙13年（417年）、劉裕が北伐して後秦を討つと、向靖は碻磝に駐屯し、石門・柏谷に進軍した。都督北青州諸軍事・北青州刺史に任じられた。永初元年（420年）、劉裕が帝位につくと、向靖は功績により曲江県侯に封じられた。太子左衛率に任じられ、散騎常侍の位を加えられた。
永初2年（421年）、在官のまま死去した。享年は59。前将軍の位を追贈された。向靖は一身の倹約につとめ、田園の経営や商業をおこなわなかったことで、当時の人に称揚された。

## 子女
- 向植（後嗣、過失が多く、爵位を剥奪された）
- 向楨（兄の後を受けて封を嗣いだが、殺人の罪により、封国を除かれた）
- 向柳（字は玄季、始興王劉濬の下で征北中兵参軍・始興国内史、南康国相、臧質の乱に参加し、臧質が降伏すると、獄死した）

## 伝記資料
- 『宋書』巻45 列伝第5
- 『南史』巻17 列伝第7